# Sanostee
Sanostee (Navajo: Tséʼałnáoztʼiʼí) ist ein Dorf im Nordwesten des US-Bundesstaates New Mexico im San Juan County in der Navajo-Nation-Reservation nahe der Grenze zu Arizona. Es hat 429 (Stand 2000) Einwohner und eine Fläche von 11,7 km².